# Einar Ræder
Einar Ræder (* 2. Februar 1896 in Rissa; † 10. März 1976 in Levanger) war ein norwegischer Weitspringer und Zehnkämpfer.
Bei den Olympischen Spielen 1920 in Antwerpen wurde er Achter im Weitsprung und brach im Zehnkampf den Wettbewerb nach neun Disziplinen ab.
1922 und 1923 wurde er Norwegischer Meister im Zehnkampf, 1920 und 1923 im Fünfkampf.

## Persönliche Bestleistungen
- Weitsprung: 7,07 m, 4. September 1920, Trondheim
- Zehnkampf: 6774,770 Punkte, 8. September 1918, Bergen